# Phytocerum minutum
Phytocerum minutum är en skalbaggsart som först beskrevs av Golbach 1983.  Phytocerum minutum ingår i släktet Phytocerum och familjen Cerophytidae. Inga underarter finns listade i Catalogue of Life.